# John T. Chain Jr.

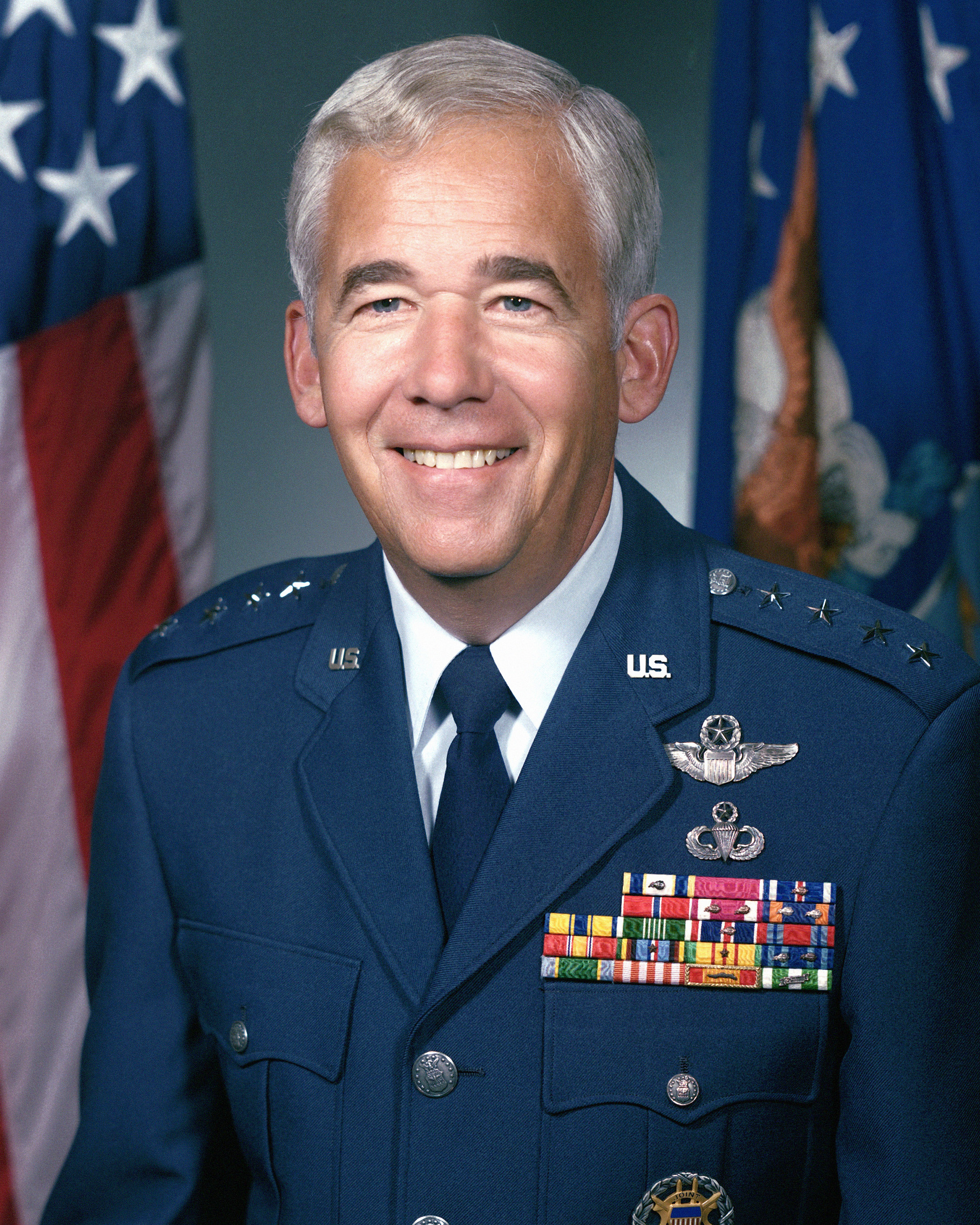
General John T. Chain Jr.

John Thomas Chain Jr. (* 11. Dezember 1934 in Wilmington, Delaware; † 7. Juli 2021) war ein US-amerikanischer General der US Air Force, der zwischen 1984 und 1985 Director of the Bureau of Politico-Military Affairs im US-Außenministerium sowie von 1986 bis 1991 Oberkommandierender des Strategischen Luftkommandos SAC (Strategic Air Command) war.

## Leben

### Militärische Ausbildung und Vietnamkrieg
John Thomas Chain Jr. besuchte die Fork Union Military Academy und erwarb 1956 einen Bachelor of Arts (B.A. History) an der Denison University. Nach seiner Offiziersausbildung im Rahmen des Reserveroffiziersausbildungsprogramms (Air Force Reserve Officer Training Corps Program) wurde er in die US Air Force übernommen und schloss 1957 seine fliegerische Ausbildung. Im Anschluss durchlief er eine Ausbildung für Besatzungen für Kampfflugzeugen und war zwischen 1958 und 1959 Pilot eines Kampfflugzeugs vom Typ North American F-100 Super Sabre auf dem Militärflughafen Toul-Rosieres Air Base in Frankreich sowie im Anschluss von 1959 bis 1962 auf dem Luftstützpunkt Ramstein Air Base. Danach war er Flugprüfer auf der Cannon Air Force Base in Clovis sowie zwischen 1964 und 1966 Fliegerleitoffizier FAC (Forward Air Controller) auf dem Stützpunkt Fort Campbell, wo er auch eine Ausbildung zum Fallschirmjäger absolvierte. Daneben flog er Leichtflugzeuge der US Army vom Typ Cessna O-1 Bird Dog sowie Kampfflugzeuge der Nationalgarde vom Typ Republic F-84 Thunderjet.

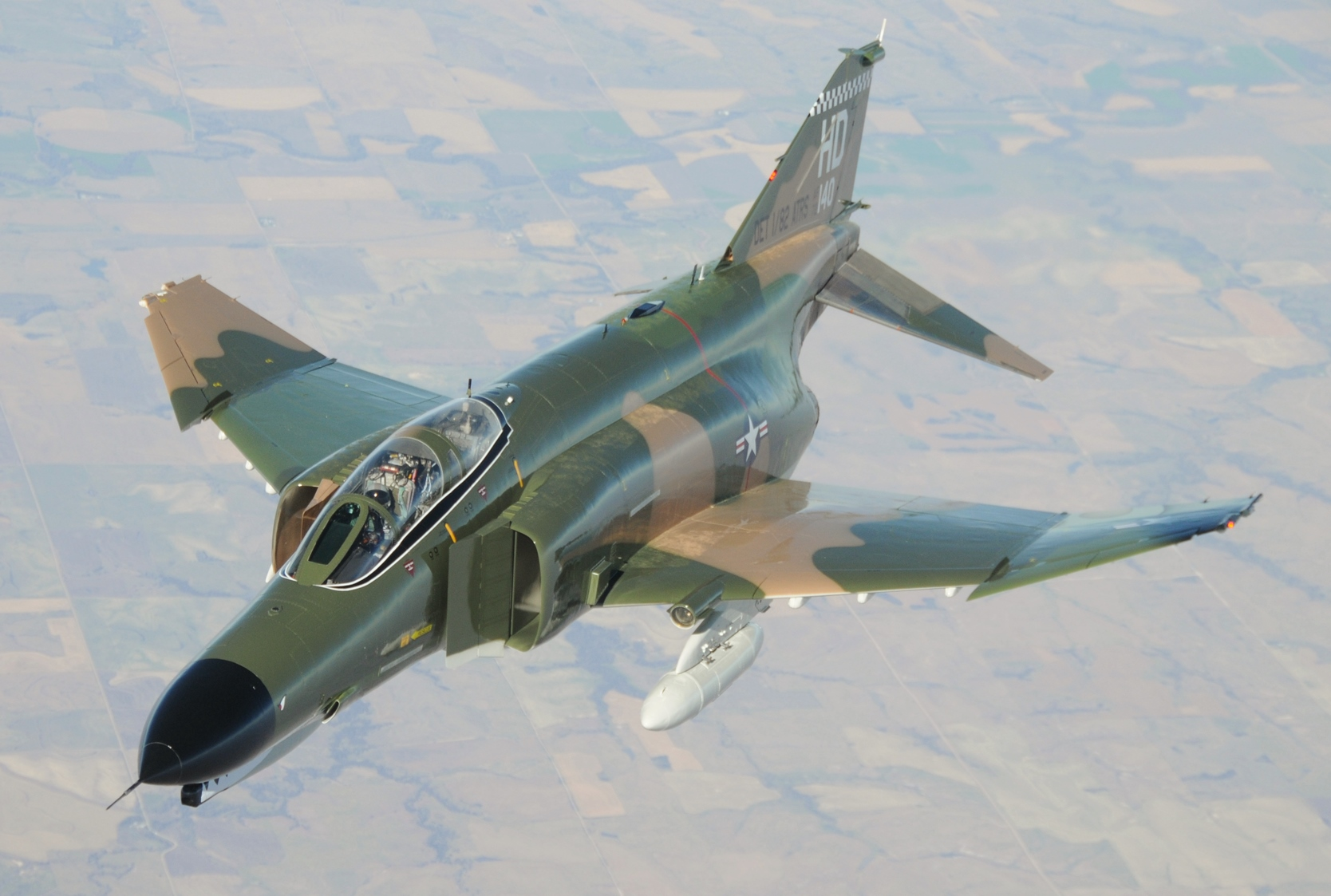
Während des Vietnamkrieges flog Chain Einsätze mit Kampfflugzeugen vom Typ McDonnell F-4 Phantom

Während des Vietnamkrieges wurde Chain 1966 zum Militärflughafen Tan Son Nhut Air Base in Südvietnam und flog in der Folgezeit verschiedene Kampfeinsätze. Nach seiner Rückkehr wurde er 1969 im Rahmen eines Austauschprogramms zum US-Außenministerium abgeordnet und absolvierte im Anschluss zwischen 1970 und 1971 das National War College (NWC) in Fort Lesley J. McNair und schloss zudem 1971 ein postgraduales Studium im Fach Internationale Beziehungen an der George Washington University mit einem Master of Arts (M.A. International Affairs) ab. Daraufhin wurde er 1971 zum Luftstützpunkt Davis-Monthan Air Force Base und war dort zuerst stellvertretender Kommandeur für Operationen sowie 1972 stellvertretender Kommandeur für Logistik. Zum Ende des Vietnamkrieges wurde er von 1972 bis 1973 zum Stützpunkt Korat Royal Thai Air Force Base in Thailand abkommandiert und flog weitere Einsätze mit Kampfflugzeugen vom Typ McDonnell F-4 Phantom.
Nach seiner Rückkehr wurde John T. Chain Jr. 1973 stellvertretender Kommandeur für Operationen der Luftwaffenbasis George Air Force Base sowie 1974 Vize-Kommandeur der Nellis Air Force Base, wo er bei der Pilotenausbildung Angriffsflugzeuge flog. 1975 wurde er auf den Stützpunkt Langley Air Force Base zum Taktischen Luftkommando TAC (Tactical Air Command) versetzt und war dort zunächst Direktor für Kampf- und Aufklärungsoperationen und im Anschluss zwischen 1976 und 1977 Assistent des Kommandeurs des Tactical Air Command. 1978 wurde er Militärische Assistent des Luftwaffenministers (US Secretary of the Air Force), John Charles Stetson. Daraufhin war er von 1979 bis 1980 erst stellvertretender Direktor für Planung und anschließend zwischen 1980 und 1981 Direktor für Operationen im Hauptquartier der US Air Force.

### Aufstieg zum General und Oberkommandierender des SAC
1981 wurde Chain assistierender stellvertretender Chef des Stabes der US Air Force für Planung und Operationen sowie anschließend 1982 stellvertretender Chef des Stabes der US Air Force für Planung und Operationen. Am 1. Juli 1984 wurde er Nachfolger von Admiral Jonathan Howe als Leiter des Referats für Politisch-Militärische Angelegenheiten (Director of the Bureau of Politico-Military Affairs) im US-Außenministerium und bekleidete diesen Posten bis zum 14. Juni 1985, woraufhin H. Allen Holmes seine Nachfolge antrat.
Am 1. Juli 1985 wurde John T. Chain zum General befördert und übernahm den Posten als Chef des Stabes im Obersten Hauptquartier der Alliierten Streitkräfte der NATO SHAPE (Supreme Headquarters Allied Powers Europe). Im Anschluss löste er am 22. Juni 1986 General Larry D. Welch als Oberkommandierender des Strategischen Luftkommandos SAC (Strategic Air Command) ab und verblieb auf diesem Posten bis zum 24. Januar 1991, woraufhin General George Lee Butler seine Nachfolge antrat. Während seiner viereinhalbjährigen Tätigkeit war er zuständig für das im Dezember 1986 begonnene Interkontinentalraketenprogramm LGM-118 Peacekeeper. Am 31. Januar 1991 schied er aus dem aktiven Militärdienst aus. Er hatte mehr als 5000 Flugstunden, die er auf 45 verschiedenen Flugzeugtypen absolvierte. In seiner Laufbahn flog er davon 400 Stunden Kampfeinsätze und unternahm 66 Fallschirmabsprünge.
General John T. Chain war verheiratet mit Judie Chain. Er starb am 7. Juli 2021.

### Auszeichnungen
Auswahl der Dekorationen, sortiert in Anlehnung der Order of Precedence of the Military Awards:
- Defense Distinguished Service Medal (2×)
- Legion of Merit
- Distinguished Flying Cross (2×)
- Bronze Star
- National Defense Service Medal

### Wechsel in die Privatwirtschaft
Nach seinem Ausscheiden aus dem aktiven Militärdienst wechselte Chain, der sich auch für den Council on Foreign Relations engagierte, in die Privatwirtschaft. Er wurde 1991 Vorstandsmitglied des Rüstungsindustrieunternehmens Northrop Grumman und war zwischen 1991 und 1996 Geschäftsführender Vizepräsident (Executive Vice President) des Eisenbahnunternehmens Burlington Northern Railroad. Er wurde 1995 Vorstandsmitglied sowie 1998 Vorstandsvorsitzender der Managementberatungsgesellschaft Thomas Group, Inc. und fungierte ferner zwischen 1996 und 2002 als Präsident von Quarterdeck Equity Partners, Inc. Des Weiteren war er Vorstandsmitglied des Lebensmittelherstellers ConAgra Foods, Inc., des Versicherers Kemper Insurance Companies, des Nahrungsmittelkonzerns Nabisco, der Holding Reynolds American sowie des Tabakkonzerns R. J. Reynolds Tobacco Company.